# ایان گریوس
ایان گریوس (انگلیسی: Ian Greaves; ۲۶ مهٔ ۱۹۳۲ – ۲ ژانویهٔ ۲۰۰۹) بازیکن فوتبال اهل بریتانیا بود.
از باشگاه‌هایی که در آن بازی کرده‌است می‌توان به باشگاه فوتبال اولدهام اتلتیک، باشگاه فوتبال لینکولن سیتی، و باشگاه فوتبال منچستر یونایتد اشاره کرد.